# Дромискин

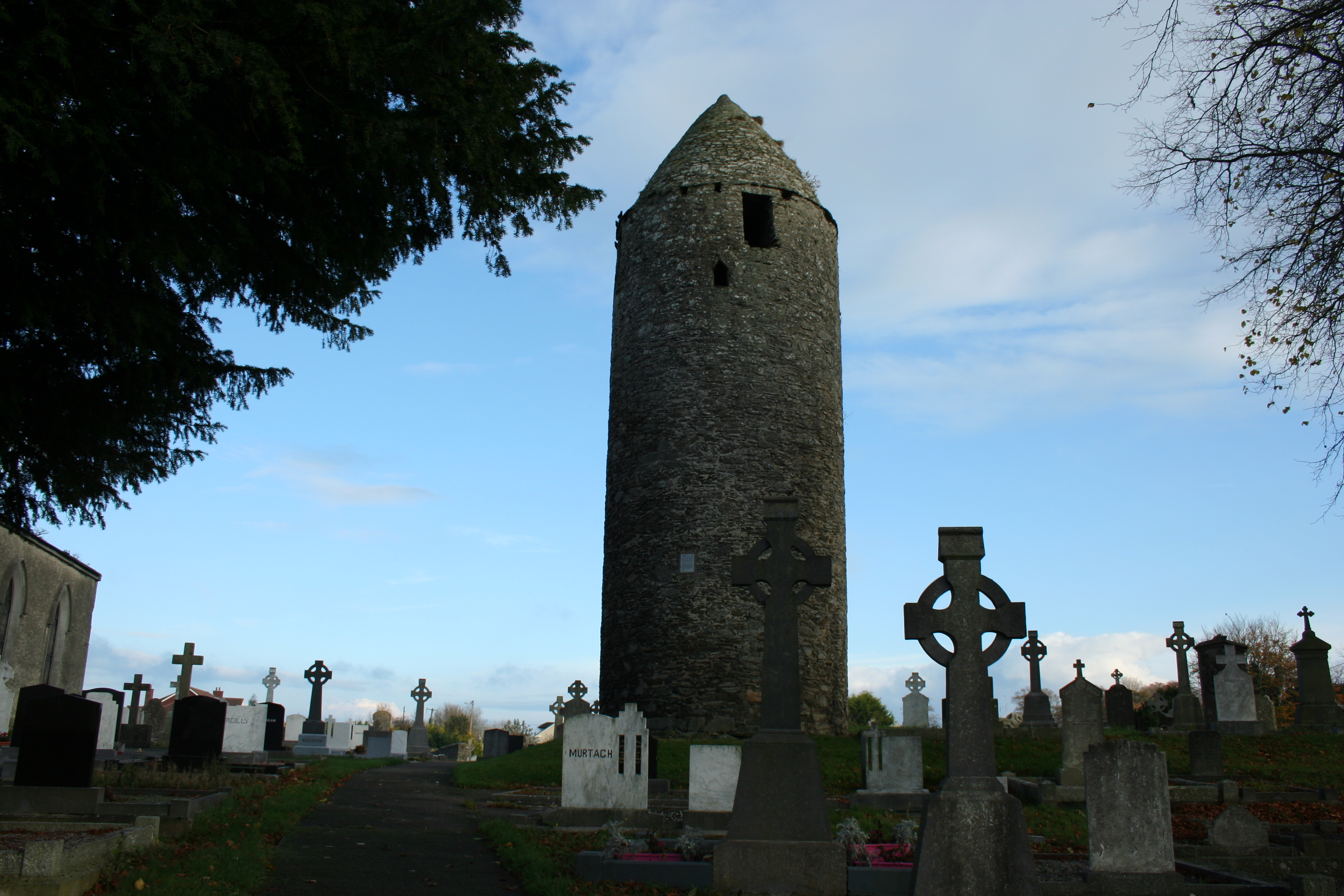
Круглая башня

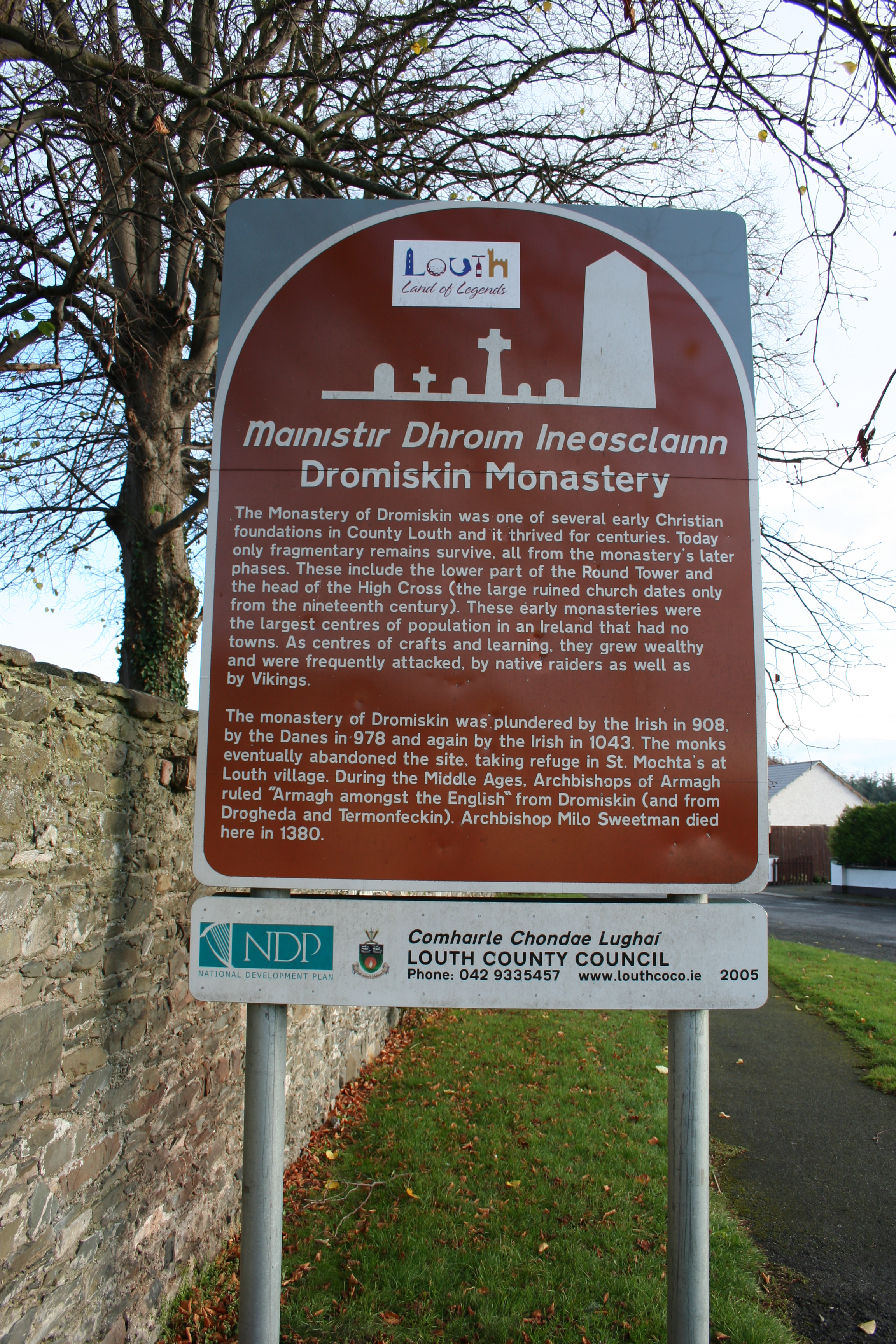
Информационная доска монастыря

Дромискин (англ. Dromiskin; ирл. Droim Ineasclainn) — деревня в Ирландии, находится в графстве Лаут (провинция Ленстер) в 10 км к югу от Дандолка. В городе имеется старый монастырь и круглая башня.

## Демография
Население — 992 человека (по переписи 2006 года). В 2002 году население составляло 949 человек.
Данные переписи 2006 года:
| Общие демографические показатели |               |                               |                               |      |      |
| Всё население                    | Всё население | Изменения населения 2002—2006 | Изменения населения 2002—2006 | 2006 | 2006 |
| 2002                             | 2006          | чел.                          | %                             | муж. | жен. |
| 949                              | 992           | 43                            | 4,5                           | 469  | 523  |